# Psara
Psara é um gênero de mariposa pertencente à família Crambidae.